# Essing (skib)
 For alternative betydninger, se Essing. (Se også artikler, som begynder med Essing)
En essing er den øverste kant på en åben båd som for eksempel en robåd eller jolle. Den ligger på indersiden af spantet i højde med den øverste planke.